# بخش لیبرتی (شهرستان گرنزی، اوهایو)
بخش لیبرتی (به انگلیسی: Liberty Township) یک منطقهٔ مسکونی در ایالات متحده آمریکا است که در شهرستان گرنزی، اوهایو واقع شده‌است.
 بخش لیبرتی ۶۵٫۴ کیلومتر مربع مساحت و ۹۴۶ نفر جمعیت دارد و ۲۴۰ متر بالاتر از سطح دریا واقع شده‌است.